# 레지교

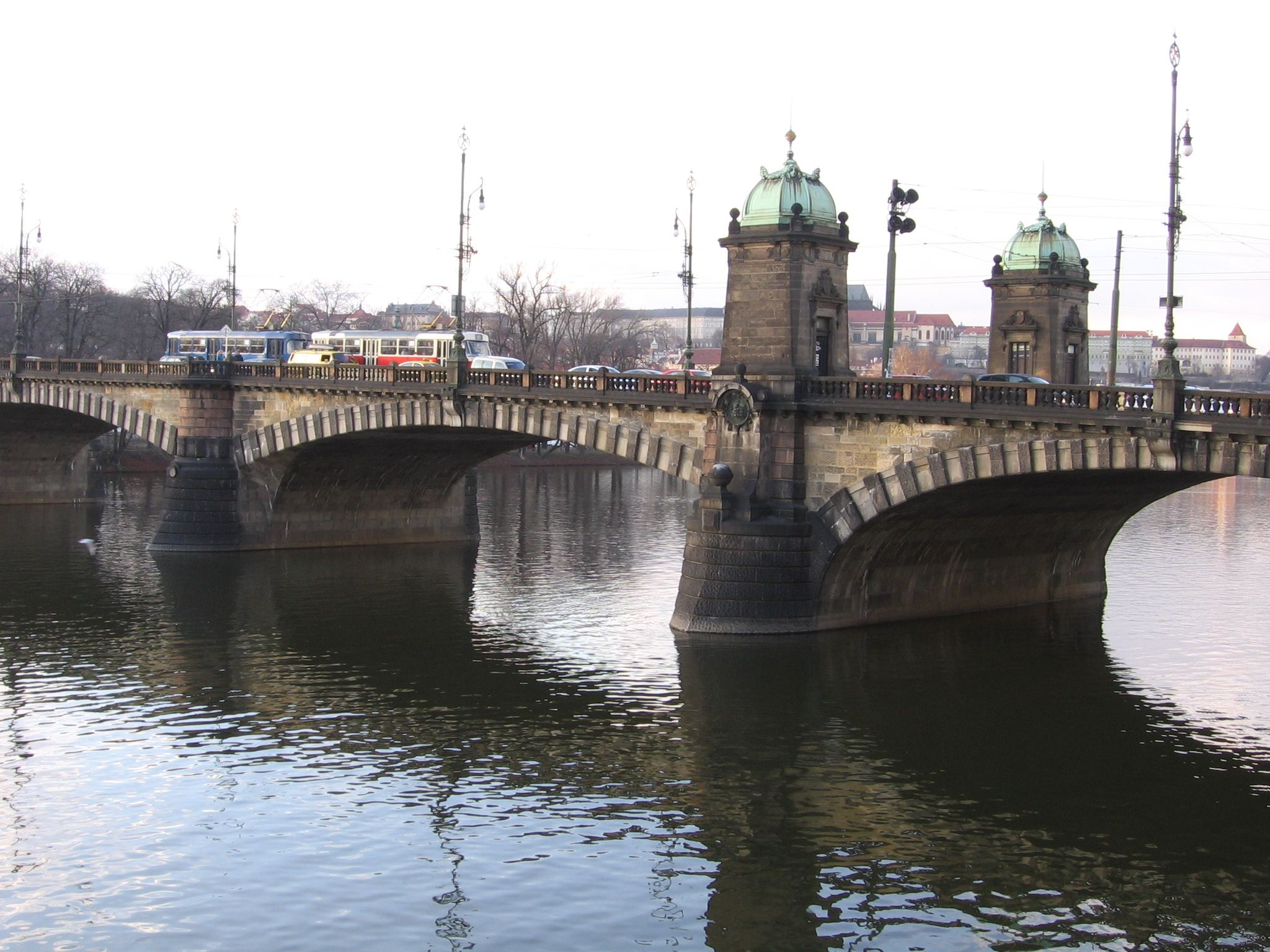
레지교

레지교(체코어: Most Legií)는 체코 프라하에 있는 교량이다. 이름은 체코슬로바키아 군단의 이름을 딴 것이다.